# カンブリア (イングランド)
カンブリア (Cumbria) はイングランド北西端のカウンティ。1974年に当時のカンバーランドとウェストモーランド（Westmorland）に加え、ランカシャーとヨークシャーのそれぞれ一部が合併して誕生した。古くはケルト系のカンブリア人（ウェールズ人に近い）が住み、カンブリア語が話されていた。湖水地方をはじめとした豊かな自然で有名。

## 歴史

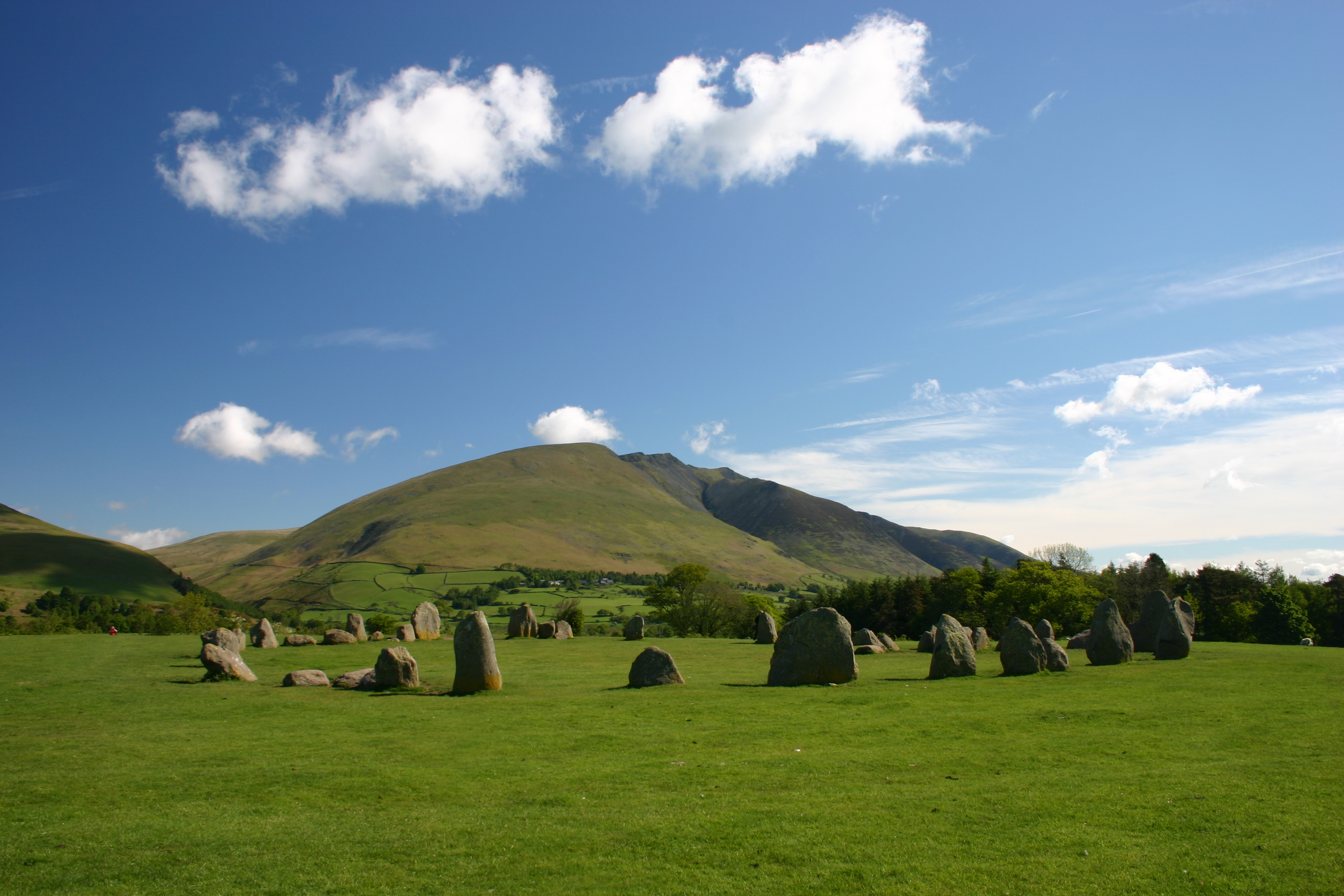
新石器時代のカストルリッグ・ストーンサークル

新石器時代、この地域には石斧の一大生産地（いわゆるラングデールの石斧工場）があった。カンブリアでつくられた石斧は、グレートブリテン島各地で発見されている。また、ストーンサークルやストーンヘンジが各地でつくられ、今日でもカンブリアはイングランドで最もそうしたフィールドモニュメントの遺跡が多い地方のひとつとなっている。
紀元43年のローマ帝国によるブリタニア侵攻では征服されなかったが、当初ローマと同盟を結んでいたブリガンテス族が紀元69年に反乱を起こすと、今日のカンブリアの大部分はローマの版図となった。ローマは占領後、国際連合教育科学文化機関 (UNESCO) の世界文化遺産に登録されているハドリアヌスの長城をはじめとして、多くの要塞や防御設備を築いた。
中世初期にはブリトン人のレゲド王国の中心部であったと考えられてきたが、近年ギャロウェイ付近でこの通説と矛盾する発見があった。その後、10世紀ごろまでブリトン人のストラスクライド王国やアングル人のノーサンブリア王国など、複数の勢力がカンブリアをめぐって争いを繰り広げた。ノルマン・コンクエストのあった1066年には、今日のカンブリアの大部分はスコットランド王国の公領であった。そのため、1086年のドゥームズデイ・ブックの検地では対象から除外されたが、1092年にウィリアム2世により征服され、イングランド領となった。しかし、その後も中世後期から近世初期にかけてイングランド・スコットランド戦争がうち続き、ボーダー・リーバーズと呼ばれる無法者がこの地域を荒らし回った。カーライルはイングランドとスコットランドの戦争中、少なくとも3回包囲され、ジャコバイトの反乱ではさらに2回包囲された。
18世紀にジャコバイトの乱が収束して以降、情勢は安定し、イングランド北部のほかの地域と同様、産業革命で都市人口が急激に膨張した。ワーキントン、マイロム、バーロウ＝イン＝ファーネスといった西海岸の町では鉄鋼業が発展し、バーロウではそれに加えて造船業も急速に成長した。ケンダル、ケズィック、カーライルでも製造業が発展し、織物、鉛筆、ビスケットなどを産した。19世紀初頭には、この地方の自然に暮らすウィリアム・ワーズワースやサミュエル・テイラー・コールリッジら湖水詩人が有名になった。後年、同様にこの地方に暮らした児童文学作家のベアトリクス・ポターは大地主となり、死に際して遺産の大部分をナショナル・トラストに寄贈した。ナショナル・トラストの所有地の大部分は1951年、湖水地方国立公園に指定され、今日でもイングランド最大の国立公園として地域のアイデンティティと経済を支えている。
1957年には、イギリス史上最悪の原子力事故であるウィンズケール原子炉火災事故が発生した。

カンブリアは、下記の4つの歴史的カウンティからなる
カンバーランド
ウェストモーランド
ランカシャー
ウェスト・ライディング・オブ・ヨークシャー

典礼カウンティとしてのカンブリアは1974年に、カンバーランドとウェストモーランドの各行政カウンティとカンバーランド内のカーライル特別市、「ランカシャー・ノース・オブ・ザ・サンズ」と通称されるバーロウ＝イン＝ファーネス特別市を含むランカシャーのファーネス地域の北ロンズデール、それにウェスト・ライディング・オブ・ヨークシャーのセドバーグ村をもって発足した。それ以降、カンブリア州議会（カウンティ・カウンシル）が行政を担ってきたが、2023年に州議会は廃止され、ふたつの単一自治体（カンバーランドとウェストモーランド・アンド・ファーネス）の議会がこれに取って代わった。

## 地理

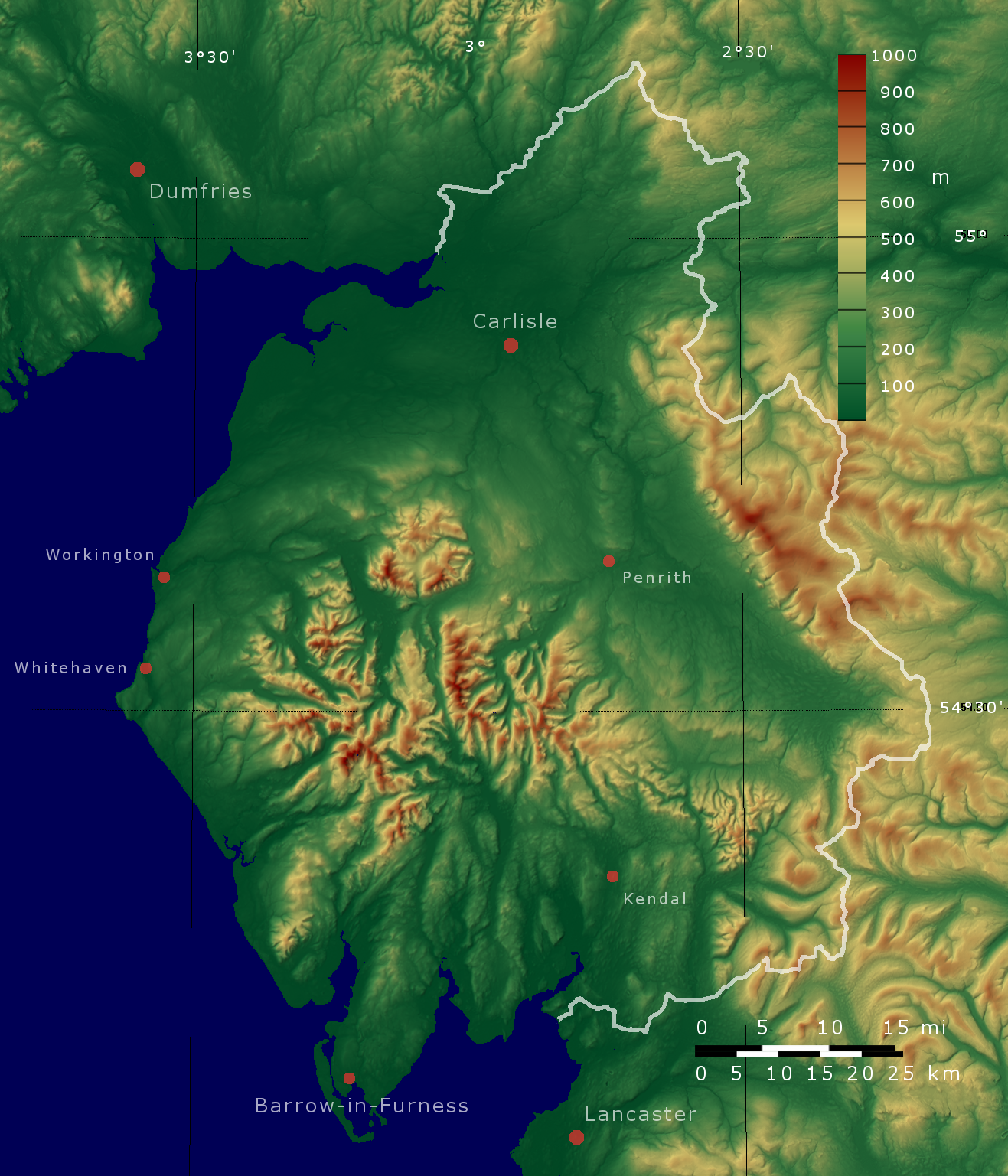
カンブリアの地形図

カンブリアはイングランドで最も北西にあるカウンティである。 
カンブリアの北端と西端はそれぞれデッドウォーターと南ウェルニー島のちょうど西である。カークビー・スティーブン(タンヒルの近く)とセント・ビーズ・ヘッドはそれぞれカウンティの東端と西端である。978メートル (3,209 ft)のスカーフェル・パイクはイングランド及びカンブリアの最高地点である。ウィンダミア湖はイングランドで最大の天然湖である。ランカスター運河はプレストンから南カンブリアまでの間を通り、現在でも一部が使用されている。かつてモーカム湾まで通じていたウルバーストン運河は一度1945年に閉鎖されたものの現在でも維持されている。

### 境界
カンブリアはイングランドのカウンティであるノーサンバーランド、ダラム、ノース・ヨークシャー、ランカシャーそしてスコットランドのカウンティであるダンフリーズ・アンド・ガロウェイ、スコティッシュ・ボーダーズと境界を接する。
境界線は西はアイルランド海からモーカム湾に、東はペナイン山脈に沿っている。カンブリア北部の境界線はソルウェイ平原からソルウェー湾へとスコットランドからノーサンバーランドの境界に沿って東に延びる。

## 行政
カンバーランドとウェストモーランド・アンド・ファーネスのふたつの単一自治体からなる。かつてはシティ・オブ・カーライル、イーデン、アラーデール、コープランド、サウス・レイクランド、バロー＝イン＝ファーネスの6つのディストリクトから構成されていたが、2023年に再編された。ディストリクトから単一自治体への再編は2007年1月にカンブリア州議会が発議したものの、当時のコミュニティ・地方自治省に却下された経緯があり、約15年越しに実現した形となった。

## 経済

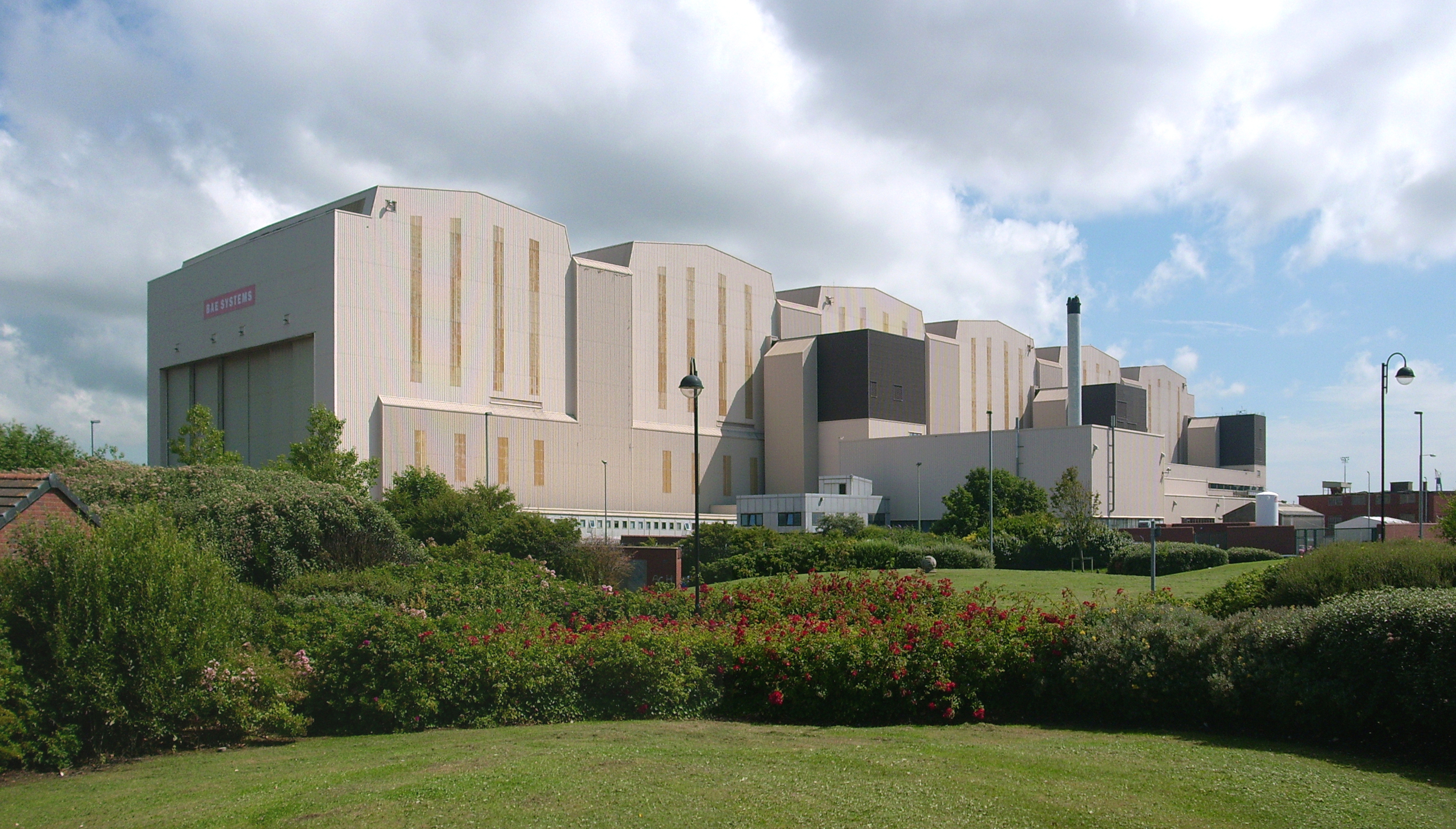
バーロウ＝イン＝ファーネスのBAEシステムズ・サブマリンズ

カンブリア最大の雇用主はカウンティ・カウンシルで、1万7000人ほどの職員がいる。民間企業ではバーロウのBAEシステムズが1万2000人ほどと最も多く、新たな契約によって今後さらに雇用が増加することが期待されている。セラフィールドには1万人の労働者が勤めている。

## 交通

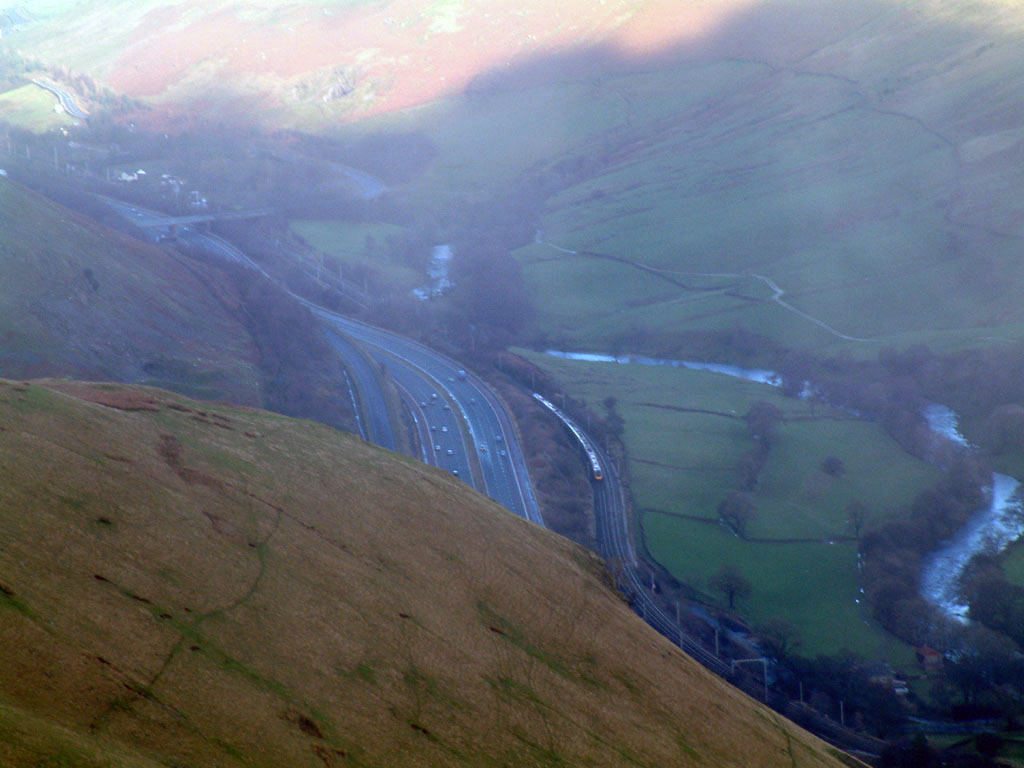
グレイリッグの森近くを並走するM6高速道路と西海岸本線

### 道路
M6がカンブリアを通過する唯一の高速道路である。この高速道路はケンダルやペンリスを経て、カーライルの北のスコットランドとの境界でA74 (M) に接続する。そのほかの主要道路は下記の通り。
- A6（ベッドフォードシャー州ルートンからケンダル、ペンリスを経てカーライルに至る）
- A66（ワーキントンからケズィック、M6の40番ジャンクションを経てノースヨークシャー州ミドルズブラに至る）
- A69（カーライルからブランプトン、ヘクサムを経てニューカッスル・アポン・タインに至る）
- A590（M6の36番ジャンクションからアルバーストンを経てバーロウ＝イン＝ファーネスに至る）
- A591（サイザーグからケンダル、ウィンダミア、アンブルサイド、グラスミア、ケズィックを経てボセルに至る）
- A592（ペンリスからM6の40番ジャンクション、ウィンダミア、ボウネスを経てニュービー・ブリッジに至る）
- A595（カーライルからホワイトヘイブン、ワーキントンを経てダルトン＝イン＝ファーネスに至る）
- A596（カーライルからワーキントンに至る）

バス会社はステージコーチ・ノースウェストが最大手で、バーロウ＝イン＝ファーネスやカーライル、ケンダル、ワーキントンで路線を運行している。州南部のバーロウ＝イン＝ファーネスとケンダルを結ぶX6線が主要路線である。

### 空港
カーライル湖水地方空港とバーロウ/ウォルニー・アイランド空港のふたつの空港がある。両空港とも、国内および欧州地域からのフライトに対応するため、拡張や改修の計画が持ち上がっている。近隣の国際空港としては、南部はブラックプール空港、マンチェスター空港、リバプール・ジョン・レノン空港、ティーズサイド国際空港、北部はニューカッスル国際空港、グラスゴー・プレストウィック空港、グラスゴー国際空港がある。

### 船舶
バーロウ＝イン＝ファーネスは国内有数の造船の街であるが、バーロウ港自体は小規模で、アラーデールのサイロス港と並びアソシエーテッド・ブリティッシュ・ポーツが運営している。カンブリア沿岸にフェリー航路はない。

### 鉄道
カーライル駅、バーロウ＝イン＝ファーネス駅、ペンリス駅、オクセンホルム湖水地方駅が主要駅として挙げられる。西海岸本線が、高速道路のM6と並行して州内を通っている。バーロウ＝イン＝ファーネスとカーライルを結ぶカンブリア沿岸線は、州西部の主要路線である。そのほかの路線としてウィンダミア支線、ファーネス線、セトル＝カーライル線がある。

## 観光
年間4700万人の観光客が訪れるカンブリアでは、観光業が最大の産業となっている。湖水地方国立公園のみでも、毎年1580万人ほどを受け入れている。これに対して、湖水地方の人口は5万人にも満たず、そのほとんどがアンブルサイド、ボウネス＝オン＝ウィンダミア、コニストン、ケズィック、ゴスフォース、グラスミア、ウィンダミアに集中している。
州内では3万6000人以上が観光業に従事し、年間11億ポンドを生み出している。2009年に人気だった州内の観光地上位20地点は下記の通り（ファーネス修道院、レイクス・アクアリウム、サウス・レイクス・サファリ動物園など、調査対象から外れた観光地もある）。
| 順位 | 観光地                                               | 所在地                       | 訪問者数  |
| ---- | ---------------------------------------------------- | ---------------------------- | --------- |
| 1    | ウィンダミア湖クルーズ                               | ボウネス＝オン＝ウィンダミア | 1,313,807 |
| 2    | レゲド                                               | ペンリス                     | 439,568   |
| 3    | アルズウォーター・スチーマーズ                       | グレンリッディング           | 348,000   |
| 4    | ウィンラッター森林公園およびビジターセンター         | ウィンラッター               | 252,762   |
| 5    | タリー・ハウス・ミュージアムおよびアート・ギャラリー | カーライル                   | 251,808   |
| 6    | グライズデール森林公園およびビジターセンター         | グライズデール               | 175,033   |
| 7    | カーライル大聖堂                                     | カーライル                   | 166,141   |
| 8    | ブロックホール湖水地方ビジターセンター               | ウィンダミア                 | 135,539   |
| 9    | ヒル・トップ                                         | ホークスヘッド               | 103,682   |
| 10   | サイザーフ城                                         | サイザーフ城                 | 90,063    |
| 11   | ダーウェント鉛筆博物館                               | ケズィック                   | 80,100    |
| 12   | マンカスター城                                       | レイブングラス               | 78,474    |
| 13   | ドック・ミュージアム                                 | バーロウ＝イン＝ファーネス   | 73,239    |
| 14   | ザ・ビーコン                                         | ホワイトヘブン               | 71,602    |
| 15   | ホルカー・ホール                                     | カートメル                   | 58,060    |
| 16   | カーライル城                                         | カーライル                   | 56,957    |
| 17   | ビアトリクス・ポター・ギャラリー                     | ホークスヘッド               | 47,244    |
| 18   | 湖水地方野生生物保護区                               | バセンスウェイト             | 45,559    |
| 19   | ザ・ホームズ・オブ・フットボール                     | アンブルサイド               | 49,661    |
| 20   | カートメル小修道院                                   | カートメル                   | 43,672    |

- ウィンレッター森林公園のウェルカムサイン
- サイザーフ城
- マンカスター城

## 姉妹都市
| 市町村                     | 姉妹都市                                           |
| -------------------------- | -------------------------------------------------- |
| カーライル                 | ドイツ フレンスブルク ポーランドスウプスク         |
| コッカーマス               | フランス マルブジョル                              |
| ダルトン＝イン＝ファーネス | アメリカ ドルトン (ペンシルベニア州)               |
| ケンダル                   | アイルランド キラーニー ドイツ リンテルン          |
| ペンリス                   | オーストラリア ペンリス (ニューサウスウェールズ州) |
| セドバーグ                 | スロベニア ズレチェ                                |
| ウルバーストン             | フランス アルベール (ソンム県)                     |
| ホワイトヘイブン           | ブルガリア コズロドゥイ                            |
| ウィンダミア               | ドイツ ディーセン・アム・アンマーゼー              |
| ワーキントン               | ドイツ ゼルム フランス ヴァル＝ド＝ルイユ          |

## カウンティの象徴と紋章
カンブリア州議会の紋章は1974年10月10日紋章院より与えられた。 紋章はその地域を代表し、新しい州議会の地域が置かれた。紋章である緑の枠の楯にはカンバーランドを代表するパルナッソスの花とランカシャー(ファーネス地区)の赤いバラ、そしてヨークシャー(ウェスト・ライディング、現在はセドバーグ)の白いバラをあしらっている。紋章の頂上はウェストモーランド州議会とバロー州市の両方の紋章から採った雄羊の頭のてっぺんだったがカンバーランドのパルナッソスの花が再び描かれた。さらに伝説のDacre Bull (カンバーランド)とレッドドラゴン(Appleby in Westmorland)が対になっている。この二つはハドリアヌスの長城(カンバーランド)を表す区画をベースに二つの赤い棒を(ウェスト・モーランドの紋章より)横切るように配置されている。

カンブリア州議会の標語("I shall lift up mine eyes unto the hills")は旧約聖書詩編121篇ラテン語"Ad Montes Oculos Levavi"に由来する。
カンブリア州の州旗はカンブリア州議会のheraldic flagである。